# William Hay, 5. Earl of Erroll

Wappen des Earl of Erroll

William Hay, 5. Earl of Erroll (* um 1495; † 28. Juli 1522 in Edinburgh) war ein schottischer Adliger und Diplomat.

## Leben
Er war der einzige Sohn des William Hay, 4. Earl of Erroll, aus dessen erster Ehe mit Christian Lyon († 1508), Tochter des John Lyon, 3. Lord Glamis. Als sein Vater am 9. September 1513 in der Schlacht von Flodden Field fiel, erbte William dessen Adelstitel als 5. Earl of Erroll und wurde am 20. Oktober 1513 als Erbe von dessen Ländereien, einschließlich des Familiensitzes Slains Castle, bestätigt. Er war zu diesem Zeitpunkt bereits zum Ritter geschlagen worden.
Unter König Jakob V. wurde Hay in den Kronrat aufgenommen und als Gesandter an die Königshöfe von Frankreich (1515) und England (1516) geschickt.
Als er 1522 starb, hinterließ er aus seiner spätestens 1520 geschlossenen Ehe mit Elizabeth Ruthven († 1529), Tochter des William Ruthven, 1. Lord Ruthven, einen noch minderjährigen Sohn, William Hay (um 1521–1541), der ihn als 6. Earl of Erroll beerbte. Er wurde im Kloster Coupar Angus begraben. Seine Witwe heiratete später Ninian Ross, 3. Lord Ross († 1556).